# スプリウス・ルクレティウス・トリキピティヌス
スプリウス・ルクレティウス・トリキピティヌス (ラテン語: Spurius Lucretius Tricipitinus、生年不詳 - 紀元前509年) は、ローマ史初期における半伝説的な人物である。 彼は古代ローマにおける初の補充執政官の一人であり、またルクレティアの父である。セクストゥス・タルクィニウスに強姦された彼女が自殺した事が、結果としてルキウス・タルクィニウス・スペルブス王の廃位と共和政ローマの設立に繋がった。 このルクレティウスとその業績は少々伝説がかっており、最も古い彼の記録はリウィウスとプルタルコスの著作に見られる。

## 共和国の設立

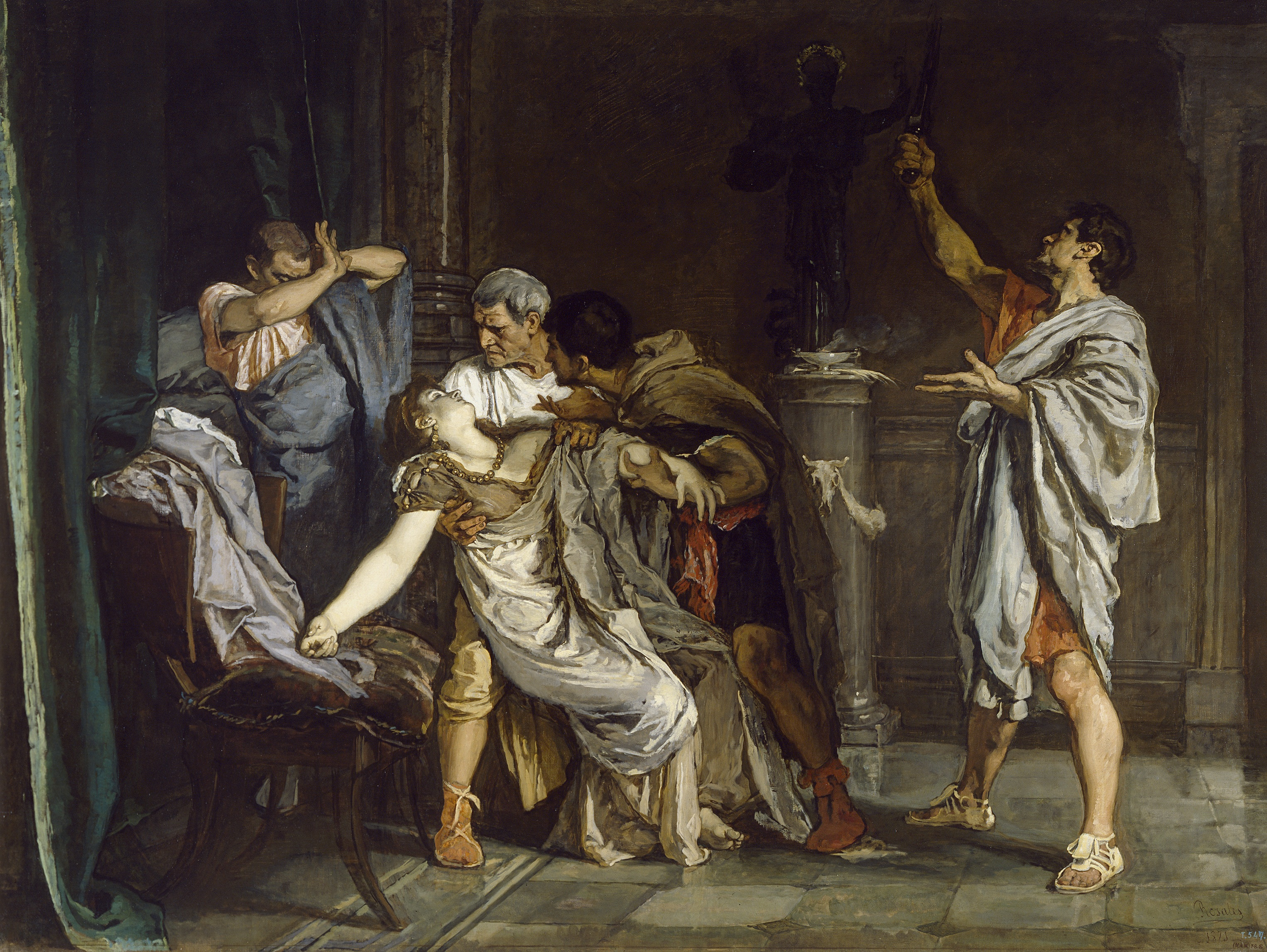
エドゥアルド・ロサレス, 『ルクレツィアの死』(1871)

ローマ王のアルデーア攻囲中、彼の息子セクストゥスは陣を抜け出し、王の甥ルキウス・タルキニウス・コッラティヌスの妻であったルクレティアを強姦し、何食わぬ顔で陣地へと戻った。翌日ルクレティアは黒い服を着てローマにある実家へ赴き、嘆願するように膝を折り、泣き崩れた。何が起こったのかとの問に彼女は証人を呼ぶよう求め、強姦があったことを明らかにした後相手への復讐を呼びかけ、この嘆願を黙殺しないよう、確実に聞き届けられるよう頼んだ。 対応を議論している間に彼女は隠し持った短剣で自ら心臓を貫いてしまった。 彼女は父親の腕の中で息を引き取り、女たちは嘆き悲しんだ。「この無残な出来事はすさまじい恐怖と同情をローマ人に巻き起こし、このような無法が暴君によってまかり通るならば、たとえ何人殺されようと我々は自由を守ると声を一つにして立ち上がった。」
別の説では彼女はローマへは行かず、ローマにいる父とアルデア陣中の夫に使いし、それぞれ一人ずつ友人を連れてくるよう頼んだ。父はプブリウス・ウァレリウスを、夫はルキウス・ユニウス・ブルトゥスを選んだ。彼らが到着すると、彼女は部屋で何が起こったのかを説明し、「あの姦夫に必ずそれ相応の報いを」と復讐の誓いを立てさせた。彼らがこの事について議論している間に、彼女は短剣を抜き自身の心臓を貫いた。
革命の間、ルクレティウスはローマで指揮を取り、ブルトゥスはアルデアの陣へ向かった

## 初期の共和国
ブルトゥスとコッラティヌス(双方ともに王の甥)はローマの初代執政官に選出された。ディオニュシオスによると、まずルクレティウスがインテルレクスに任命され、二人に王の権力を引き継いだという。コッラティヌスはその名前が退位させられた王を思い出させるとの理由で、民衆からの辞職の要求に晒された。ブルトゥスは彼に、民衆をあの忌むべき王から解放したのだから、今度はこの憎むべき名前から彼らを解放してやるよう説得した。リウィウスはこの件に対するルクレティウスの関与を記している：
"はじめコッラティヌスはこの突拍子もない要求に驚き声も出なかった。有力者たちは彼を取り囲み同じ嘆願を繰り返したが、到底受け入れられず断った。彼よりも年齢もキャリアも上で、なおかつ義理の父であるスプリウス・ルクレティウスがありとあらゆる方法で説得してやっと、彼はこの嘆願を聞き入れた。この執政官は彼の任期が切れ一般人に戻ってからも同じ要求がなされる事を恐れ、資産の喪失と不名誉を伴うものの、正式に辞任し、所有物のすべてをラティウムにあるラヌウィウムへと移し、ローマを引き払った。"

## 補充執政官として
コッラティヌスの退去後、ウァレリウスが彼の代わりに選出された。ブルトゥスがそのすぐ後、シルウァ・アルシアの戦いで戦死すると、ウァレリウスはブルトゥスの補充選挙を行い、ルクレティウスが補充執政官として同年前509年に選出された。しかしながら高齢でもあり、ルクレティウスはその数日後に亡くなった。 彼の後はマルクス・ホラティウス・プルウィルスが就任した。